# The Glowing Man
The Glowing Man es el decimocuarto álbum de estudio del grupo estadounidense Swans. Fue publicado el 17 de junio de 2016 por el sello discográfico independiente Young God Records. Según Michael Gira es su álbum favorito desde la reagrupación de Swans en 2010 y el pináculo del grupo por lo que, después, "lo único que quedaba era colapsar" según sus propias palabras.

## Listado de canciones
| N.º       | Título                                        | Duración |  |
| 1.        | «Cloud of Forgetting»                         | 12:43    |  |
| 2.        | «Cloud of Unknowing»                          | 25:12    |  |
| 3.        | «The World Looks Red / The World Looks Black» | 14:27    |  |
| 4.        | «People Like Us»                              | 4:32     |  |
| 5.        | «Frankie M»                                   | 20:58    |  |
| 6.        | «When Will I Return?»                         | 5:26     |  |
| 7.        | «The Glowing Man»                             | 28:50    |  |
| 8.        | «Finally, Peace»                              | 6:15     |  |
| 1h 58 min |                                               |          |  |

## Créditos
- Michael Gira – voz, guitarra eléctrica y acústica, producción
- Norman Westberg – guitarra eléctrica, voz
- Kristof Hahn – guitarra hawaiana, eléctrica y acústica; voz
- Phil Puleo – tambores, dulcimer, golpes, voz
- Christopher Pravdica – bajo, voz
- Thor Harris – percusión, campanas, dulcimer,
- Bill Rieflin – tambores, piano, sintetizador, mellotron, bajo, guitarra eléctrica, voz
- Jennifer Gira (artista invitada) – voz en When Will I Return?
- Okkyung Lee (artista invitado) – Cello en Cloud of Unknowing